# Ptilochaeta densiflora
Ptilochaeta densiflora är en tvåhjärtbladig växtart som beskrevs av Franz Josef Niedenzu. Ptilochaeta densiflora ingår i släktet Ptilochaeta och familjen Malpighiaceae. Inga underarter finns listade i Catalogue of Life.